# آستین توماس اندرسون
آستین توماس اندرسون (انگلیسی: A. T. Anderson؛ ۲۸ اوت ۱۸۶۸ – ۲۲ فوریه ۱۹۴۹) فرد نظامی اهل بریتانیا بود. وی همچنین برندهٔ جوایزی همچون لژیون شرف شده‌است.